# Maraden Panggabean

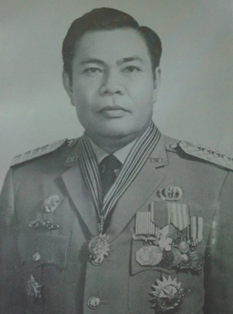
Maraden Panggabean

Maraden Saur Halomoan Panggabean (* 29. Juni 1922 in Tarutung, Nordsumatra, Niederländisch-Indien; † 28. Mai 2000 in Jakarta, Indonesien) war ein indonesischer General in den ersten Jahren der Diktatur der Neuen Ordnung (Orde Baru) von General Suharto.

## Werdegang

### Beginn der Militärkarriere
Nach seiner Schulzeit arbeitete Maraden Panggabean zunächst als Lehrer und wurde später Direktor der Schule von Tarutung. Als die Japaner 1942 Sumatra besetzten, wurde Panggabean umgeschult zu einem Beamten in der japanischen Besatzungsregierung. 1943 gründete diese die Pembela Tanah Air PETA (deutsch Verteidiger des Vaterlandes), eine indonesische Freiwilligenarmee, die die japanische Armee im Kampf gegen die Alliierten unterstützen sollte. Wie viele seiner militärischen Zeitgenossen schloss sich auch Panggabean der PETA an. Er hatte gerade erst die Grundausbildung und Schulungen absolviert, als Japan 1945 kapitulierte und Sukarno und Mohammad Hatta die Unabhängigkeit Indonesiens ausriefen.
Am 5. Oktober 1945 wurde die Sicherheitsarmee des Volkes (TKR), die Vorgängerin der Streitkräfte Indonesiens (ABRI, später TNI) gegründet. Panggabean wurde Militärausbilder in Sibolga, dann auf Sumatra bis 1949 Stabschef des 1. Bataillon, 4. Regiment, 10. Division. Nach dem Ende des Indonesischen Unabhängigkeitskrieges gegen die Niederlande (1945–1950) war Panggabean zehn Jahre lang Regimentsstabschef in Tapanuli (Nordsumatra) und Sektorkommandant im Militärterritorium (TT) Nordsumatra. 1957 erhielt Panggabean in den USA eine Fortbildung in einem Fortgeschrittenenkurs für Infanterieoffiziere. 1959 wurde er Bataillonskommandant, bevor er Ressortkommandant des TT II/Sriwijaya wurde.
Danach erhielt Panggabean erstmals einen Posten außerhalb Sumatras. Er wurde Militärrichter in Makassar auf Sulawesi. Als sich die Konfrontation zwischen Indonesien und Malaysia verschärfte, wurde Panggabean zum Kommandeur des zweiten Kriegsgebiets (2nd War Theater) ernannt, mit dem Oberbefehl über die Truppen auf Borneo. Dort freundete er sich mit Suharto an [1], als der damalige Kommandant von Kostrad Truppen in Borneo stationiert hatte. Hier freundete er sich mit Suharto an, dem späteren Präsidenten Indonesiens, der damals Kommandant der Kostrad war.
Nach dem Scheitern der Bewegung 30. September 1965 wurde Suharto Oberbefehlshaber des Heeres und ernannte Panggabean zu seinem zweiten Stellvertreter im Stab. Laut Zeugenaussagen soll Panggabean bei der Vorbereitung des Dekrets Supersemar beteiligt gewesen sein, das Suharto faktisch die Macht im Land übergab. Panggabean soll einer von zwei Generälen gewesen sein, die den bisherigen Machthaber mit vorgehaltenere Waffe zur Unterzeichnung gezwungen haben.

### Karriere in der Orde Baru
Im Juli 1966 erhielt Panggabean das neu geschaffene Amt des stellvertretenden Kommandeurs des Heeres, um Suharto zu entlasten. 1967 folgte die Beförderung zum Kommandeur des Heeres. In dieser Zeit wurden die Streitkräfte (ABRI) reorganisiert. Die Kommandanten der Teilstreitkräfte wurden in ihrem Status zu Stabschefs unterhalb des ABRI-Kommandeurs reduziert. 1969 wurde Panggabean als Heereschef von Umar Wirahadikusumah abgelöst und Kommandeur der Kopkamtib, der Geheimpolizei in der Neuen Ordnung. 1971 ordnete Suharto das Regierungskabinett neu und Panggabean wurde am 9. September zum Staatsminister, der den Präsidenten in Fragen der Verteidigung und Sicherheit unterstützen sollte. Parallel dazu blieb Panggabean stellvertretender ABRI-Kommandeur. Schließlich wurde Panggabean 1973 zum Verteidigungs- und Sicherheitsminister und Kommandeur der Streitkräfte. In dieser Funktion geriet er in Streit mit Außenminister Adam Malik über die Frage, wie Indonesien seine Außenpolitik in Südostasien weiter gestalten sollte. Malik präferierte die ASEAN als Mittel der wirtschaftlichen Kooperation, während Panggabean ihr auch eine sicherheitspolitische Funktion geben wollte. Panggabean wollte auch Truppen zur Unterstützung Südvietnams in den Vietnamkrieg schicken. Hier war er mit Malik einer Meinung. In die Amtszeit Panggabeans als ABRI-Chef fällt auch die Invasion und Besetzung Osttimors ab 1975.
Am 29. März 1978 wurde Panggabean als ABRI-Kommandeur und Minister von Mohammad Jusuf abgelöst. Panggabean erhielt stattdessen das neugeschaffene Ministerium für die Koordinierung von Politik und Sicherheit, dass er bis zum 19. März 1983 führte. Das Ministeramt übernahm dann Surono Reksodimedjo, während Panggabean als Nachfolger von Idham Chalid zum Vorsitzenden des Obersten Beraterrates (Dewan Pertimbangan Agung DPA) wurde. Das Amt hatte er inne bis 1988, als er sich in den politischen Ruhestand verabschiedete.
In Suhartos Partei Golkar wurde Panggabean 1973 Mitglied des Parteivorstandes, von 1974 bis 1978 dessen Vorsitzender. Nachdem Suharto ihn vom Vorsitz abgesetzt hatte, blieb Panggabean noch bis 1988 stellvertretender Vorsitzender.
1985 wurde Panggabean beratender Vorsitzender der Vereinigten Organisation der Batak Tradition und Kultur (LPAFB) und 1989 Schirmherr der Bona Pasogit Foundation, die sich um den Wiederaufbau von von Erdbeben betroffenen Regionen in seiner Heimat Tarutung kümmert.
Panggabean starb am 22. Mai 2000 in Jakarta an den Folgen eines Schlaganfalls.

## Sonstiges
Panggabean war verheiratet mit Meida Seimima Tambunan. Das Paar hatte gemeinsam vier Kinder. Panggabean gehörte zur Ethnie der Batak und war protestantischer Christ.

## Ehrungen
- Honorary Grand Commander des Order of Loyalty to the Crown of Malaysia (1971).[5]